# Dibutylsebacaat
Dibutylsebacaat is de butylester van het dicarbonzuur sebacinezuur. Het is een kleurloze tot lichtgele vloeistof met een zwakke geur. Ze is bijna niet oplosbaar in water.

## Synthese
Dibutylsebacaat wordt gevormd door de reactie van sebacinezuur met 1-butanol.

## Toepassingen
De stof is een veelgebruikte weekmaker voor plastics en synthetische rubbers. Ze mag gebruikt worden in kunststoffen die met voedingswaren in contact komen of die voor medische en farmaceutische toepassingen worden gebruikt, waaronder vinylharsen (polyvinylchloride, polyvinylideenchloride, polyvinylpyrrolidon, polyvinylacetaat, polyvinylbutyral, polystyreen ...), cellulose-esters, neopreen enz. De huls van tabletten met verlengde afgifte bevat vaak dibutylsebacaat als weekmaker.
Dibutylsebacaat mag op zichzelf ook aan voedingswaren en cosmetische producten toegevoegd worden. Het wordt o.m. als smaakstof in kleine hoeveelheden (enkele ppm) toegevoegd aan niet-alcoholische dranken, roomijs, snoep en gebak.
Dibutylsebacaat wordt ook aan de brandstof "Otto 2" toegevoegd om de explosiegevoeligheid van het hoofdbestanddeel propyleenglycoldinitraat te verlagen. "Otto 2" is de brandstof voor een aantal torpedo's, waaronder de Mark 48-torpedo.